# Sinhalohelea dayongi
Sinhalohelea dayongi är en tvåvingeart som beskrevs av Yu 2003. Sinhalohelea dayongi ingår i släktet Sinhalohelea och familjen svidknott. Inga underarter finns listade i Catalogue of Life.